# 彼女の私生活
『彼女の私生活』（朝: 그녀의 사생활）は、韓国のtvNにて2019年4月10日から2019年5月10日まで放送されたテレビドラマ。全16話。主演は、パク・ミニョンとキム・ジェウク。

## あらすじ
ソン・ドクミ（パク・ミニョン）は仕事中毒と言われるほど完璧に仕事をこなす美術館の主席学芸員。しかし、プライベートでは熱狂的なアイドルオタクで仕事を終えるとカメラを片手にオタク活動に励んでいた。ある日、上司のオム・ソヘ館長（キム・ソニョン）の裏金問題が発覚し、美術館に新しい館長が就任することが決まる。それは海外の競売場で最悪の出会い方をしたライアン・ゴールド（キム・ジェウク）だった。

## キャスト

### 主要人物
ソン・ドクミ：パク・ミニョン
美術館の首席学芸員。アイドル“チャ・シアン”の熱心な追っかけで、“シナギル”の名でファンカフェを運営している。シアンの現れる場所には必ず出向き、オタク活動に全力を注ぐ。
ライアン・ゴールド：キム・ジェウク
チェウム美術館の新任館長。幼い頃に養子に出され、アメリカで育った。クールだが、優しい心を持った男性。ニューヨークでのキャリアを捨てて韓国に戻った理由は誰も知らない。
ナム・ウンギ：アン・ボヒョン
柔道場の館長。ドクミ、ソンジュとは家族同然の親友だが、実はドクミに片思いしている。アイドルオタクだったドクミがライアンに惹かれていることに気づき、焦りを感じ始める。
チャ・シアン：チョン・ジェウォン
男性アイドルグループ「ホワイトオーシャン」のメンバー。ルックスと歌唱力を兼ね備え、グループトップの人気を誇る。絵に興味があり、チェウム美術館で展示をすることになる。
シンディ／キム・ヒョジン：キム・ボラ
シアンのファン。チェウム美術館のインターン。

### ドクミの周辺人物
イ・ソンジュ：パク・ジンジュ
ドクミとウンギの友人。カフェを運営している。
チェ・ダイン：ホン・ソヨン
チェウム美術館のビジュアルアーティスト。
ソン・グンホ：メン・サンフン
ドクミの父。石オタク。
コ・ヨンスク：キム・ミギョン
ドクミの母。ニットオタク。
オム・ソヘ：キム・ソニョン
シンディの母。チェウム美術館の前館長。
ユ・ギョンア：ソ・イェファ
チェウム美術館学芸員。
キム・ユソプ：チョン・ウォンチャン
チェウム美術館アルバイト。
ナム・セヨン：パク・ミョンシン
ウンギの母。美術雑誌の編集長。
コン・ウニョン：イ・イルファ
シアンの母。
カン・スンミン：イム・ジギュ
ソンジュの夫。時事番組ディレクター。
カン・ゴヌ：チョン・シユル
ソンジュ夫婦の息子。ウンギの柔道場に通っている。

## 視聴率
| Ep   | 放送日        | 平均オーディエンスシェア | 平均オーディエンスシェア | 平均オーディエンスシェア |
| Ep   | 放送日        | AGBニールセン            | AGBニールセン            | TNmS                     |
| Ep   | 放送日        | 全国                     | ソウル                   | 全国                     |
| ---- | ------------- | ------------------------ | ------------------------ | ------------------------ |
| 1    | 2019年4月10日 | 2.661％                  | 3.572％                  | 3.395％                  |
| 2    | 2019年4月11日 | 2.410％                  | 2.921％                  | 3.504％                  |
| 3    | 2019年4月17日 | 2.432％                  | 2.576％                  | 3.153％                  |
| 4    | 2019年4月18日 | 2.347％                  | 2.600％                  | 3.120％                  |
| 5    | 2019年4月24日 | 2.539％                  | 3.079％                  | 3.091％                  |
| 6    | 2019年4月25日 | 2.675％                  | 3.392％                  | 2.986％                  |
| 7    | 2019年5月1日  | 2.716％                  | 3.364％                  | 3.213％                  |
| 8    | 2019年5月2日  | 2.808％                  | 3.246％                  | 3.608％                  |
| 9    | 2019年5月8日  | 3.085％                  | 3.381％                  | 3.814％                  |
| 10   | 2019年5月9日  | 2.730％                  | 3.243％                  | 3.368％                  |
| 11   | 2019年5月15日 | 2.697％                  | 3.250％                  | 3.808％                  |
| 12   | 2019年5月16日 | 2.793％                  | 3.587％                  | 3.570％                  |
| 13   | 2019年5月22日 | 2.655％                  | 3.008％                  | 3.346％                  |
| 14   | 2019年5月23日 | 2.735％                  | 2.888％                  | 3.478％                  |
| 15   | 2019年5月29日 | 2.474％                  | 2.618％                  | 3.495％                  |
| 16   | 2019年5月30日 | 2.864％                  | 3.341％                  | 3.279％                  |
| 平均 | 平均          | 2.664％                  | 3.129％                  | 3.389％                  |